# Jo Mulder (musicus)
Johanna Harmina Gerdina Mulder, (Middelburg, 28 september 1912  - Den Haag, 24 januari 2000) was een Nederlands koordirigente, componiste, schrijfster/componiste van kinderoperettes en toonkunstenares.

## Leven
Jo Mulder werd geboren in Middelburg als dochter van Johannes Anthonius (Johan) Mulder en diens tweede echtgenote Anna Gezina Antonia Hoekstra. Ze werd vernoemd naar de eerste vrouw van haar vader, die enkele jaren ervoor op circa 20-jarige leeftijd was overleden. Al in september 1914 verhuisde ze naar Vlaardingen, waar haar vader een baan kreeg als secretaris van de Nederlandse Redersvereniging in de Haringvisserij.  Hier begon de kleine Jo verhaaltjes en sprookjes te schrijven en een klein feuilleton, Droomsterretje Ella, dat in 1929 gepubliceerd werd door een lokale krant. Dat Jo erg muzikaal was bleek al vroeg en ze nam pianolessen.

## Carrière
In 1928 werd zij gevraagd om een kinderkoortje te leiden dat was ontstaan uit de afdeling Vlaardingen van de Volksbond tegen Drankmisbruik.  Haar vader nam eens een wandbord mee waarop zeven kinderkopjes. 'Zus, hier heb je Ons Clubje'.  Zo is de naam van dit eerste koortje ontstaan.  Op 23 maart 1929 debuteerde de toen 16-jarige Jo Mulder met de door haar zelf geschreven en geregisseerde kinderoperette Droomsterretje Ella in wonderland.  De muziek was gecomponeerd door Catharina Verhoeff-Thorn.  Jo Mulder kreeg daarbij veel steun van haar moeder, A.G.A. Mulder-Hoekstra, die bijna alle kostuumpjes zelf naaide.
Koorleiding studeerde Jo Mulder onder anderen bij Jos Vranken, piano bij Bernard Verboom, zangtechniek kreeg zij bij mevrouw Hermann, en Henri Zagwijn bracht haar compositie bij. Aangemoedigd door het succes van de eerste uitvoering vloeide de ene na de andere kinderoperette uit haar pen. In 1930 volgde Prinses van Goudland, die voor een enthousiast publiek in een uitverkochte zaal Excelsior in Vlaardingen werd gebracht. In 1931 volgde de operette Rozette en op 6 april 1932 Noortje en haar poppen. Bijna elk jaar kwam er wel een nieuwe operette bij. In 1935 werd, bij het vijfjarig bestaan van Ons Clubje, de operette De Wonderbloem met veel succes opgevoerd. De belangstelling van kinderen was overweldigend. Iedereen wilde wel bij 'juffrouw Jo' komen zingen en spelen. Er was in de jaren dertig weinig of niets voor kinderen te doen. Ook het geweldige enthousiasme van 'juffrouw Jo' speelde daarin een grote rol.
In 1933 verhuisde het gezin Mulder naar Scheveningen, waar vader Mulder naast zijn werk als secretaris van de Redersvereniging ook telegrafist werd bij Scheveningen Radio. Inmiddels was in Vlaardingen uit het kleine groepje al een fors koor ontstaan van ruim 100 leden. Ondanks dat ze in Scheveningen woonde, bleef Jo haar werk in Vlaardingen voortzetten. Intussen was er ook onder haar leiding een operettekoortje in Scheveningen ontstaan. Tijdens de Duitse bezetting moest de familie Mulder uit Scheveningen evacueren, maar ze kregen een groot pand toegewezen aan de Laan van Meerdervoort in Den Haag. Hier heeft Jo gewoond tot haar overlijden in 2000.
Na de oorlog richtte zij in Den Haag ook een operettegezelschap op, De Sprookjeskinderen genaamd. Koninklijke belangstelling was er ook. Prinses Margriet heeft ooit een uitvoering bijgewoond van Marjolijn in sprookjesland in de Koninklijke Schouwburg in Den Haag. In 1973 was de prinses met haar zoons Maurits en Bernhard aanwezig bij de opvoering van De verdwenen Koningszoon in de schouwburg in Apeldoorn. In 1966 werd Jo Mulder onderscheiden met de eremedaille in goud in de orde van Oranje Nassau. Ook ontving zij van de gemeente 's-Gravenhage de erepenning voor haar werk. Een bijzondere erkenning was het culturele Vlaardingse waarderingsteken d'Akerboom.

## Koren
In Vlaardingen groeide Ons Clubje uit. Grotere meisjes vormden Ons Meisjeskoor. De Vlaardingse Zangvogeltjes ontstonden en ook het Vlaardings Jongenskoor, het Vlaardings Jeugdkoor en niet te vergeten het dameskoor Viva Melodia. De koren waren regelmatig te horen op de radio voor de NCRV (Jeugdland), KRO en AVRO (De Bonte Dinsdagavondtrein). Later kwamen daar het meisjesensemble Esperanza en het gemengd vocaal ensemble Marcato bij. Van al deze koren bestaat alleen het Jo Mulder ensemble Marcato nog. Dit staat nu onder leiding van de toenmalige begeleidingspianiste Ria Korpershoek. In Den Haag, Scheveningen en Rijswijk had Jo Mulder de leiding over verschillende koren, onder andere Schevenings Dameskoor, Bejaardenkoor Loosduinen, Zangkoor van de Ned. Ver. van Huisvrouwen afd. Den Haag, Kinder- en Meisjeskoor De Sprookjeskinderen. Ook heeft zij nog muziekles gegeven aan een huishoudschool in Den Haag. Bij de pianobegeleiding van al deze koren had Jo Mulder in de loop van de jaren de medewerking van Thea Roos, Ria Borgmeijer, Lydia Poolman en Ria Korpershoek.

## Nationaal
In Nederland hebben de diverse koren deelgenomen aan vele festivals en concoursen. Amsterdam, 's-Hertogenbosch, Scheveningen, Den Haag, Vlaardingen en Made. Daarbij werden vele eerste en tweede prijzen in de wacht gesleept. Veelal met lovende jury rapporten en hoge cijfers.

## Internationaal
Internationaal was er ook belangstelling voor de koren van Jo Mulder. Regelmatig namen zij deel aan koorfestivals in onder andere Wales, Middlesbrough, Guildford en in 1968, tijdens de zogenaamde Praagse Lente, in Praag. Ook de uitwisseling met een kinderkoor uit het Tsjechoslowaakse Ústí nad Labem mag niet onvermeld blijven. Een hoogtepunt was wel een tournee van het Vlaardings Youth Chorus in 1973 door de Verenigde Staten en Canada. Het koor voerde een speciaal vertaalde opvoering uit van de Toverstaf (The Magic Wand). Van deze tournee is  later een LP verschenen. Ook waren er regelmatig buitenlandse koren op bezoek in Vlaardingen en Den Haag, zoals het American Youth Symphony and Chorus in 1968.

## werk

### Kinderoperettes
- De wonderbloem
- Prins Rudi en de toverstaf
- Gelukskinderen
- Victor en de gouden bloem
- De verdwenen koningszoon
- De toverspiegel
- Erik maakt een plantsoen
- Marjolijntje in sprookjesland
- Rozette
- Noortje en haar poppen

### Toneelstukjes
- Otto en de Papegaai

### Kindermusicals
- De reis van Harlekino (vertaald in het Engels als Harlequino)
- Het circus Del Mondo
- Kerstspel
- Als Herders in de nacht

## Afscheid
In 1983 hield Jo Mulder het voor gezien. Inmiddels 71 jaar geworden vond ze dat het na 54 jaar tijd werd om met pensioen te gaan. Op zaterdag 27 mei was er in de Stadsgehoorzaal van Vlaardingen een afscheidsconcert door al haar Vlaardingse koren. Van de Koninklijke Algemene Vereniging Volksbond tegen Drankmisbruik kreeg zij de gouden erespeld. Toch was het nog niet helemaal over. Tot en met het kerstconcert van 1984 heeft zij nog diverse concerten gegeven en zij heeft tot september 1999, als hobby, het koor Marcato nog geleid.